# Sant Martin de Salèrn
Saint-Martin-Valmeroux és un municipi francès situat al departament de Cantal i a la regió d'Alvèrnia-Roine-Alps. L'any 2007 tenia 866 habitants.

## Demografia

### Població
El 2007 la població de fet de Saint-Martin-Valmeroux era de 866 persones. Hi havia 376 famílies de les quals 120 eren unipersonals (36 homes vivint sols i 84 dones vivint soles), 128 parelles sense fills, 100 parelles amb fills i 28 famílies monoparentals amb fills.
La població ha evolucionat segons el següent gràfic:
Habitants censats

### Habitatges
El 2007 hi havia 574 habitatges, 388 eren l'habitatge principal de la família, 137 eren segones residències i 49 estaven desocupats. 486 eren cases i 87 eren apartaments. Dels 388 habitatges principals, 278 estaven ocupats pels seus propietaris, 96 estaven llogats i ocupats pels llogaters i 14 estaven cedits a títol gratuït; 3 tenien una cambra, 26 en tenien dues, 48 en tenien tres, 120 en tenien quatre i 191 en tenien cinc o més. 246 habitatges disposaven pel capbaix d'una plaça de pàrquing. A 202 habitatges hi havia un automòbil i a 119 n'hi havia dos o més.

### Piràmide de població
La piràmide de població per edats i sexe el 2009 era:
| Homes | Edats   | Dones |
| ----- | ------- | ----- |
| 0     | 95 o +  | 0     |
| 0     | 90 a 94 | 4     |
| 12    | 85 a 89 | 24    |
| 12    | 80 a 84 | 12    |
| 16    | 75 a 79 | 36    |
| 32    | 70 a 74 | 40    |
| 24    | 65 a 69 | 40    |
| 28    | 60 a 64 | 32    |
| 24    | 55 a 59 | 28    |
| 32    | 50 a 54 | 16    |
| 24    | 45 a 49 | 36    |
| 32    | 40 a 44 | 20    |
| 32    | 35 a 39 | 44    |
| 24    | 30 a 34 | 20    |
| 44    | 25 a 29 | 20    |
| 12    | 20 a 24 | 20    |
| 24    | 15 a 19 | 20    |
| 24    | 10 a 14 | 16    |
| 20    | 5 a 9   | 24    |
| 20    | 0 a 4   | 4     |

## Economia
El 2007 la població en edat de treballar era de 483 persones, 354 eren actives i 129 eren inactives. De les 354 persones actives 325 estaven ocupades (170 homes i 155 dones) i 29 estaven aturades (15 homes i 14 dones). De les 129 persones inactives 55 estaven jubilades, 22 estaven estudiant i 52 estaven classificades com a «altres inactius».

### Ingressos
El 2009 a Saint-Martin-Valmeroux hi havia 367 unitats fiscals que integraven 791,5 persones, la mediana anual d'ingressos fiscals per persona era de 14.854 €.

### Activitats econòmiques
Dels 61 establiments que hi havia el 2007, 2 eren d'empreses alimentàries, 2 d'empreses de fabricació d'altres productes industrials, 13 d'empreses de construcció, 11 d'empreses de comerç i reparació d'automòbils, 3 d'empreses de transport, 7 d'empreses d'hostatgeria i restauració, 6 d'empreses financeres, 1 d'una empresa immobiliària, 3 d'empreses de serveis, 9 d'entitats de l'administració pública i 4 d'empreses classificades com a «altres activitats de serveis».
Dels 23 establiments de servei als particulars que hi havia el 2009, 1 era una oficina d'administració d'Hisenda pública, 1 gendarmeria, 1 oficina de correu, 1 una oficina bancària, 1 funerària, 1 taller de reparació d'automòbils i de material agrícola, 1 paleta, 4 guixaires pintors, 3 fusteries, 1 lampisteria, 2 electricistes, 2 perruqueries, 1 veterinari, 2 restaurants i 1 agència immobiliària.
Dels 7 establiments comercials que hi havia el 2009, 2 eren botiges de menys de 120 m², 2 fleques, 1 una carnisseria, 1 una llibreria i 1 un drogueria.
L'any 2000 a Saint-Martin-Valmeroux hi havia 27 explotacions agrícoles que ocupaven un total de 1.827 hectàrees.

## Equipaments sanitaris i escolars
El 2009 hi havia 1 farmàcia i 1 ambulància.
El 2009 hi havia 2 escoles elementals. Saint-Martin-Valmeroux disposava d'un col·legi d'educació secundària amb 36 alumnes.

## Poblacions més properes
El següent diagrama mostra les poblacions més properes.